# Theridion cheni
Theridion cheni là một loài nhện trong họ Theridiidae.
Loài này thuộc chi Theridion. Theridion cheni được Chuandian Zhu miêu tả năm 1998.